# ويليام إس. هايوارد
ويليام إس. هايوارد هو سياسي أمريكي، ولد في 26 فبراير 1835 في فوستر في الولايات المتحدة، وتوفي في 5 نوفمبر 1900 في بروفيدنس في الولايات المتحدة. نشط حزبياً في الحزب الجمهوري.